# Lijst van burgemeesters van Nieuwenhoorn
Dit is een lijst van burgemeesters van de voormalige Nederlandse gemeente Nieuwenhoorn.
| Ambtsperiode   | Naam burgemeester                    | Partij of stroming | Bijzonderheden                                     |
| -------------- | ------------------------------------ | ------------------ | -------------------------------------------------- |
| 1811 - 1815    | Lodewijk Herweyer                    |                    | maire, later schout                                |
| (1817) - >1820 | Arie Vlielander                      |                    | schout                                             |
| <1821 - 1852   | Jacob Trouw                          |                    | schout, later burgemeester                         |
| 1852 - 1857    | Jean de Rouville                     |                    |                                                    |
| 1857 - 1868    | Jacob Trouw                          |                    |                                                    |
| 1869 - 1874    | C. Verheij                           |                    |                                                    |
| 1875 - 1900    | Johan Wilhelm Hein jr.               |                    |                                                    |
| 1900 - 1936    | F.J.D.C. Egter van Wissekerke        |                    |                                                    |
| 1937 - 1943    | A.J. van Buuren                      |                    |                                                    |
| 1944 - 1949    | Cornelis Jan van Bommel              |                    | tevens burgemeester van Hellevoetsluis (1938-1949) |
| 1949 - 1960    | jhr. Tjalling Aedo Johan van Eysinga |                    | tevens burgemeester van Hellevoetsluis (1949-1968) |

Per 1 januari 1960 werden de gemeenten Hellevoetsluis, Nieuw-Helvoet en Nieuwenhoorn samengevoegd tot de nieuwe gemeente Hellevoetsluis.